# Johänneken
Das Johänneken war ein kleiner Junge, der unter nie geklärten Umständen im Jahr 1287 auf seinem täglichen Schulweg von Troisdorf in die Klosterschule der Minoriten in Seligenthal verschwand. Nachdem sein Leichnam gefunden worden war, wurde er zur Legende, weil der Arm des toten Jungen bei der Vorbeifahrt am Siegburger Michaelsberg auf diesen gedeutet hatte. Er wurde daraufhin als Heiliger und Märtyrer verehrt. Knochen seiner Hand wurden zur Reliquie, die heute allerdings verschollen ist. Abt Godewig von Schaumburg stiftete dem Jungen im Jahr 1772 einen Bilderstock, der heute im Siegburger Stadtmuseum zu besichtigen ist.

## Historische Überlieferung
Das Johänneken verschwand unter nie geklärten Umständen im Jahr 1287 auf seinem täglichen Schulweg von Troisdorf in die Klosterschule der Minoriten in Seligenthal. Sein Hin- und Rückweg führte ihn vorbei am Haus zur Mühlen, dem heutigen Seniorenheim am Rande des Kaldauer Felds, wo im Jahr 1934 anstelle eines älteren Baus eine Wegekapelle ihm zu Ehren errichtet wurde. Nach der Überlieferung sollen Schweine den mit Messern durchbohrten Leichnam des Jungen gefunden und ausgebuddelt haben. Als vermeintliche Mörder wurden 20 jüdische Bürger verdächtigt, was wiederum zu deren Ermordung geführt haben soll. Sie wurden beschuldigt, einen Ritualmord begangen zu haben, um das Blut des Johänneken zu verwenden und Christus zu verhöhnen.

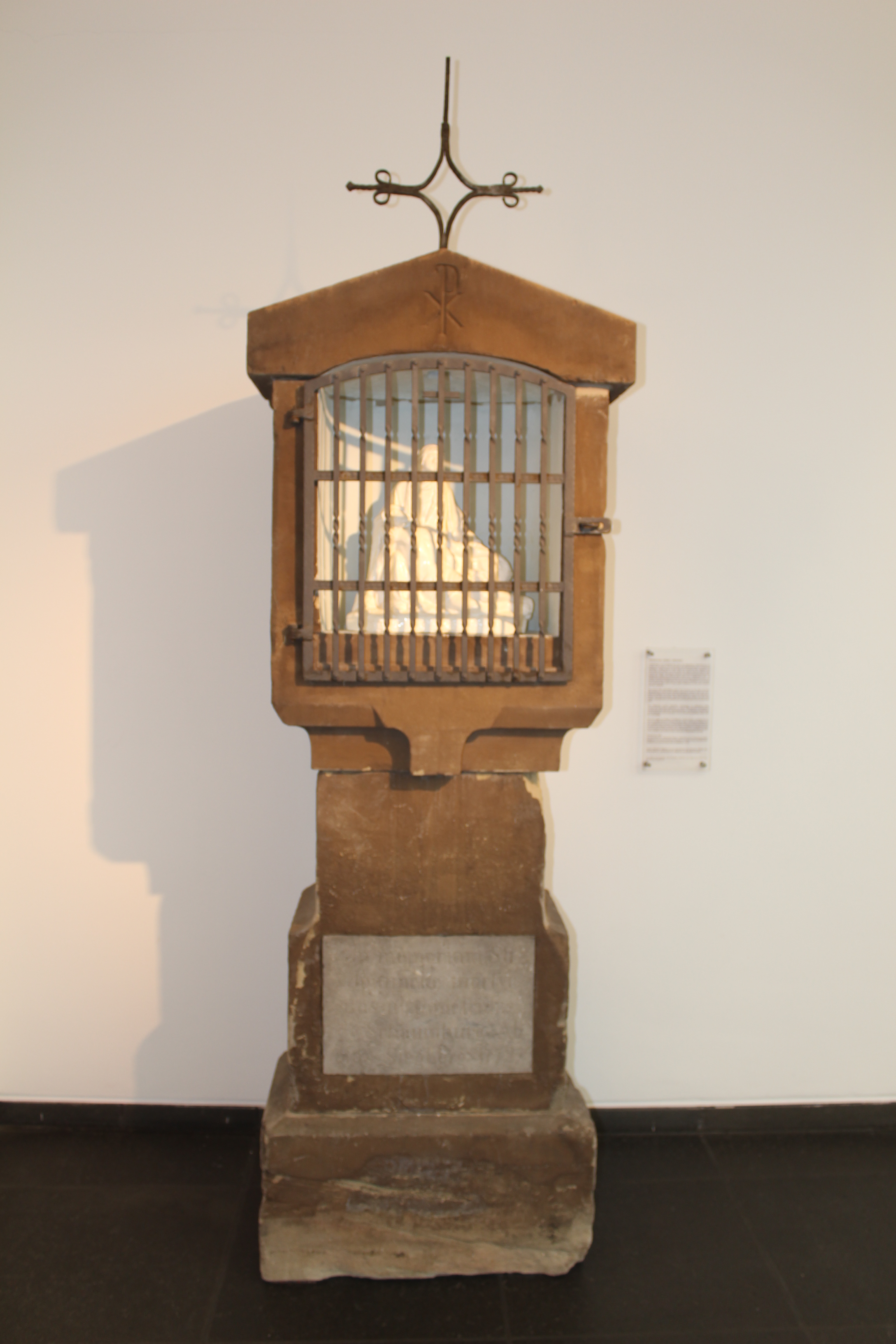
Der Bilderstock des Johänneken steht im Siegburger Stadtmuseum.

### Mysteriöse Vorkommnisse
Der Grund, warum der tote Junge in die Geschichte einging, ist ein mysteriöser: Die Leiche des Johänneken sollte nämlich vom Fundort an der Abtei auf dem Michaelsberg vorbei nach Troisdorf gebracht werden. Die Pferde blieben jedoch in Höhe der Abteikirche stehen und der tote Junge streckte seine Hand unter der Decke hervor und zeigte Richtung der Abtei. Das zuvor störrische Zugpferd verfiel daraufhin in den Trab und steuerte auf den Michaelsberg zu. Daraufhin fanden die Bestattung und der Gottesdienst in der Klosterkirche statt.

## Verehrung
In der Abtei wurde dem Johänneken die Hand abgelöst und als Reliquie in ein Silbergefäß gesteckt. Die Überbleibsel eines Heiligen in Form von Körperteilen galten als Gegenstand kultischer religiöser Verehrung. Im Dreißigjährigen Krieg wurde die Reliquie nach Bonn gebracht und tauchte 1655 wieder im Franziskanerkloster in Siegburg auf. Im Jahr 1818 wurden einige Reste wiedergefunden und in den Altar von St. Servatius gelegt. Heute sind sie verschollen.

### Heiliger und Märtyrer
Als Heiliger und Märtyrer verehrt, ging das Johänneken endgültig in die Geschichte ein, als der Abt Godewig von Schaumburg 1772 einen Bilderstock stiftete. Die Inschrift am Bilderstock lautet: „In memoriam St. Johänneke Martyr. Godesfridus die Schaumburg Abbas Siegburg 1772“ (Dem Andenken des Märtyrers Johänneken errichtet durch Gottfried von Schaumburg, Abt zu Siegburg, 1722). Auf dem Grundstück an der Luisenstraße/Ecke Augustastraße hatte das Heiligtum einst gestanden, dieser Standort war 1911 mehrfach geringfügig verändert worden. Heute steht der Bilderstock im Erdgeschoss des Siegburger Stadtmuseums. Zu verdanken ist dies Sybilla und Albert Bierther, den Grundstückseigentümern, die in ihrem Testament bestimmt hatten, dass das Denkmal an die Stadt übergehen sollte. Die Freunde und Förderer des Stadtmuseums hatten dessen Restaurierung finanziert.